# Sainte-Thérence
Sainte-Thérence – miejscowość i gmina we Francji, w regionie Owernia-Rodan-Alpy, w departamencie Allier.

## Nazwa
Nazwa miejscowości pochodzi od imienia św. Terencji.

## Demografia
Według danych na rok 1990 gminę zamieszkiwało 156 osób, a gęstość zaludnienia wynosiła 12 osób/km². W styczniu 2015 r. Sainte-Thérence zamieszkiwało 206 osób, przy gęstości zaludnienia wynoszącej 15,7 osób/km².